# Conflans-sur-Lanterne
Conflans-sur-Lanterne é uma comuna francesa na região administrativa de Borgonha-Franco-Condado, no departamento de Alto Sona. Estende-se por uma área de 13,09 km². Em 2010 a comuna tinha 636 habitantes (densidade: 48,6 hab./km²).